# Charles A. Eldredge
Charles Augustus Eldredge, född 27 februari 1820 i Bridport i Vermont, död 26 oktober 1896 i Fond du Lac i Wisconsin, var en amerikansk politiker (demokrat). Han var ledamot av USA:s representanthus 1863–1875.
Eldredge är begravd på Rienzi Cemetery i Fond du Lac i Wisconsin.